# Хотел Трансилвания 4: Трансформания
„Хотел Трансилвания 4: Трансформания“ (на английски: Hotel Transylvania: Transformania/Hotel Transylvania 4) е американска компютърна анимация от 2021 година, продуциран от „Кълъмбия Пикчърс“ и „Сони Пикчърс Анимейшън“ и е пуснат от Амазон Студиос. Той е четвъртата и последна част от поредицата „Хотел Трансилвания“ и продължение на „Хотел Трансилвания 3: Чудовищна ваканция“ (2018), Режисьори са Дерек Даймън и Дженифър Клъска, сценарият е на Еймъс Върнън, Нънцио Рандацо и Генди Тартаковски, а озвучаващия състав се състои от Анди Самбърг, Селена Гомес (която също служи като изпълнителен продуцент в компанията на Тартаковски), Катрин Хан, Джим Гафиган, Стив Бушеми, Моли Шанън, Дейвид Спейд, Кийган Майкъл-Кий, Браян Хъл, Фран Дрешър, Брад Абрел и Ашър Блинкоф.
Оригинално е предвиден да бъде пуснат по кината в Съединените щати на 1 октомври 2021 г., вместо това филмът е пуснат ексклузивно от „Амазон Студиос“ на 14 януари 2022 г.

## Актьорски състав
- Анди Самбърг – Джонатан „Джони“ Лоугхран
- Селена Гомес – Мейвис
- Катрин Хан – Ерика ван Хелсинг
- Джим Гафиган – Професор Ейбрахам ван Хелсинг
- Стив Бушеми – Уейн
- Моли Шанън – Уанда
- Дейвид Спейд – Грифин
- Кийган Майкъл-Кий – Мъри
- Браян Хъл – Граф Дракула
- Фран Дрешър – Юнис
- Брад Абрел – Франкенщайн
- Ашър Блинкоф – Денис Лоугхран
- Зоуи Бери – Уини
- Ашър Бишъп – Уесли
- Тайлър „Нинджа“ Блевинс – Парти чудовище
- Генди Тартаковски – Блоби
- Виктория Гомез – Уилма
- Дженифър Клъска – Уенди
- Мишел Мърдока – Вещица